# Elin Pelin
Elin Pelin (em búlgaro:  Елин Пелин), nascido Dimitar Ivanov Stoyanov, em 18 de julho de 1877, (em búlgaro:  Димитър Иванов Стоянов), foi um escritor búlgaro. Ocupando uma posição central na sua composição literária está a descrição de pequenas cidades e vilas búlgaras, motivo pelo qual é chamado também de Cantor da vila búlgara (em búlgaro:  „певец на българското село“).